# Mauque
Mauque o Mauqui es un poblado aimara altiplánico, ubicado en la comuna de Colchane, provincia del Tamarugal, en la Región de Tarapacá, Chile.
Se encuentra dentro del área del Parque nacional Volcán Isluga, en la quebrada del río Chiapa.
El término Mauque proviene del quechua mauca, viejo o cara de viejo, como indica Francisco Rizo Patrón en su Diccionario Geográfico de las Provincias de Tacna y Tarapacá. O puede provenir del aimara kawki que significa fruto silvestre.
Cuenta con una escuela básica, unidocente, construida el año 1981 con escolaridad hasta 6º básico.
La evangelización de la zona se remonta a los siglos XVII y XVIII; de esta misma época es la iglesia de piedra asentada en barro y adobe. Está compuesta por una sola nave de 5,8 m de ancho por 23 m de largo y su techo de dos aguas está construido en madera de cactus y cubierto por paja brava, materiales típicos de la zona. Tiene un campanario de dos niveles, independiente de la estructura principal. Sufrió sólo daños menores en el terremoto del 13 de junio de 2005. Fue declarada monumento histórico nacional en el año 2006 en conjunto con las iglesias de Achauta, Caraguano, Catiquima y Cotasaya.